# (19875) Guedes
Pour les articles homonymes, voir Guedes.
(19875) Guedes est un astéroïde de la ceinture principale.

## Description
(19875) Guedes est un astéroïde de la ceinture principale. Il fut découvert le 24 septembre 1960 à l'Observatoire Palomar par Cornelis Johannes van Houten, Ingrid van Houten-Groeneveld et Tom Gehrels. Il présente une orbite caractérisée par un demi-grand axe de 2,66 UA, une excentricité de 0,15 et une inclinaison de 13,0° par rapport à l'écliptique.

## Compléments